# Конизация
Конизацията е оперативна интервенция и представлява конусовидна ампутация на шийката на матката. Обикновено се извършва под пълна упойка. В редки случаи се използва локална упойка.
Има различни хирургични техники — скалпел, лазер, електрическа примка, с помощта на които да се извърши конизация. В днешно време се предпочита електрическа примка (LLETZ, Large Loop Excision of the Transformation Zone или LEEP, Loop Electrical Excision Procedure), защото така се отстранява по-малко тъкан, отколкото при класическа операция със скалпел.
Преди интервенцията пикочният мехур се изпразва чрез катетър. След дезинфекция, разширяване на влагалището и в някои случаи локално впръскване на медикамент в матката, за да се предотврати евентуално силно кървене, от външната част на шийката на матката се отстранява тъкан във формата на конус. Дълбочината и ширината на конуса се определят от възрастта на пациентката и от резултатите (от цитонамазка и / или биопсия) преди операцията.
Накрая се прави абразио (остъргване на шийката на матката със специална остра лъжица - кюрета). Във влагалището се поставя тампонада (обикновено от марля), за да се подпомогне спирането на кървенето. Тампонадата се маха след няколко часа.

## Изследвания преди конизацията
Преди всяка конизация трябва да се направи колпоскопия и евентуално биопсия.
В зависимост от резултатите е възможно операцията да се планира, а много от случаите изобщо не е необходима. При цервикална интраепителна неоплазия (ЦИН) от степен I или II се препоръчва изчакване. Последните изследвания в тази област показват, че спонтанните ремисии в рамките на една година при ЦИН I са 60-80%, а при ЦИН II 40%.
Цитонамазка с резултат III D е индикация за лека до среднотежка дисплазия. Преди се е препоръчвало да се направи нова цитонамазка след 3 месеца. В днешно време се препоръчва в най-кратък срок да се направи колпоскопия и биопсия.
Цитонамазка с резултат IV A е индикация за среднотежка до тежка дисплазия. Преди този резултат сам по себе си е бил индикация за конизация. Сега се препоръчва незабавна колпоскопия и биопсия. Едва след излизането на хистологичните резултати от биопсията, се решава дали да се направи конизация.
Не трябва да се предприема конизация без преоперативна колпоскопия и биопсия.